# Île Lemenez
L'île Lemenez est une île située dans la commune de Plouézec dans les Côtes-d'Armor.